# Parafia archikatedralna św. Jana Chrzciciela w Warszawie
Parafia archikatedralna św. Jana Chrzciciela – parafia rzymskokatolicka należąca do dekanatu staromiejskiego, archidiecezji warszawskiej, metropolii warszawskiej Kościoła katolickiego, w Warszawie. Obsługiwana przez księży archidiecezjalnych.

## Historia
Parafia została erygowana w XIV wieku. 
Kościół parafialny (archikatedra) wybudowany w XIII/XIV wieku, został odbudowany po zniszczeniach wojennych.
Na terenie parafii znajduje się 10 kościołów i 11 wspólnot zakonnych.

## Proboszczowie
W połowie 2008 proboszczem parafii został ks. prał. Bogdan Bartołd.